# فیش اسپرینگز (نوادا)
فیش اسپرینگز (به انگلیسی: Fish Springs) یک منطقهٔ مسکونی در ایالات متحده آمریکا است که در نوادا واقع شده‌است. فیش اسپرینگز ۲۳٫۸ کیلومتر مربع مساحت و ۶۴۸ نفر جمعیت دارد و ۱٬۵۶۶٫۶۹ متر بالاتر از سطح دریا واقع شده‌است.